# ヤンシー郡 (ノースカロライナ州)
ヤンシー郡（ヤンシーぐん、英: Yancey County）は、アメリカ合衆国ノースカロライナ州の西部に位置する郡である。2010年国勢調査での人口は17,818人であり、2000年の17,774人から0.2%増加した。郡庁所在地はバーンズビル町（人口1,693人）であり、同郡で人口最大の町でもある。ヨーロッパ人が入ってくる前の領域にはチェロキー族インディアンが住んでいた。アパラチア山脈地域がチェロキー族に属していた。

## 歴史
18世紀の半ばまでに、カロライナのフロンティアから、スコットランド、イングランド、アイルランドから移ってきた独り立ちし頑健な開拓者が、ブルーリッジ山脈を越えてトー川渓谷に入ってきた。1796年、最初期の土地投機家ジョン・グレイ・ブラウントが326,640 エーカー (1,322 km2) の土地を購入し、これが後にヤンシー郡領域の一部となった。
1833年12月、ノースカロライナ州議会がバーク郡とバンコム郡の一部を合わせて、新しい西部の郡を作り、ヤンシー郡と名付けた。郡名は当時の州内で傑出した政治家、キャスウェル郡出身のバートレット・ヤンシーに因んで名付けられた。ヤンシーはアメリカ合衆国下院議員（1813年-1817年）とノースカロライナ州上院議員（1817年-1827年）を務め、州公共教育制度の始まりとなった教育資金の創設など、州の利益となる多くの制度つくりを推進した。ヤンシーは州議会における代議員数の不平等を是正するために、西部に新郡を創設しようと動いていたが、ヤンシー郡が創設される5年以上前の1828年8月30日に死亡した。
1834年3月6日、"イエロージャケット"・ジョン・ベイリーが、郡庁舎のために100 エーカー (0.4 km2) の土地を寄付した。その町は州議会でヤンシー郡創設に賛成したオットウェイ・バーンズ大尉（1777年-1850年）に因んでバーンズビルと名付けられた。バーンズは米英戦争で海軍の英雄だった。町の公共広場の中心にはエアリー山から切り出した40トンの花崗岩台座に、バーンズの彫像が建っており、その広場は1930年9月1日にヤンシー郡郡政委員会が「ベイリー広場」と名付けた。バーンズの彫像は、孫のウォルター・フランシス・バーンズから1909年7月5日に郡に寄贈されていた。

## 郡政府
ヤンシー郡は地域自治体の委員会であるハイカントリー自治体委員会のメンバーである。

## 地理
アメリカ合衆国国勢調査局に拠れば、郡域全面積は313平方マイル (811 km2)であり、このうち陸地312平方マイル (809 km2)、水域は1平方マイル (2 km2)で水域率は0.21%である。ヤンシー郡内には、標高6,684 フィート (2,037 m) で、アメリカ合衆国東部では最高峰であるミッチェル山があり、ミッチェル山州立公園に入っている。

### 郡区
ヤンシー郡は11の郡区に分割されている。ブラッシュクリーク、バーンズビル、ケーンリバー、クラブツリー、イージプト、グリーンマウンテン、ジャックスクリーク、ペンサコーラ、プライシーズクリーク、ラムゼータウン、サウストーの各郡区である。

### 主要高規格道路
- アメリカ国道19号線
- アメリカ国道19E号線
- アメリカ国道19W号線
- ノースカロライナ州道80号線
- ノースカロライナ州道128号線
- ノースカロライナ州道197号線

### 隣接する郡
- ミッチェル郡 - 北東
- マクドウェル郡 - 南東
- バンコム郡 - 南西
- マディソン郡 - 西
- ユニコイ郡 (テネシー州) - 北西

### 国立保護地域
- ブルーリッジ・パークウェイ（部分）
- ピスガー国立の森（部分）

## 人口動態
以下は2000年の国勢調査による人口統計データである。
| 基礎データ - 人口: 17,774人 - 世帯数: 7,472 世帯 - 家族数: 5,372 家族 - 人口密度: 22人/km2（57人/mi2） - 住居数: 9,729軒 - 住居密度: 12軒/km2（31軒/mi2） 人種別人口構成 - 白人: 97.99% - アフリカン・アメリカン: 0.57% - ネイティブ・アメリカン: 0.34% - アジア人: 0.13% - その他の人種: 0.41% - 混血: 0.56% - ヒスパニック・ラテン系: 2.69% | 年齢別人口構成 - 18歳未満: 21.2% - 18-24歳: 7.0% - 25-44歳: 26.4% - 45-64歳: 27.1% - 65歳以上: 18.2% - 年齢の中央値: 42歳 - 性比（女性100人あたり男性の人口） - 総人口: 95.7 - 18歳以上: 93.3 世帯と家族（対世帯数） - 18歳未満の子供がいる: 27.3% - 結婚・同居している夫婦: 61.2% - 未婚・離婚・死別女性が世帯主: 7.8% - 非家族世帯: 28.1% - 単身世帯: 25.4% - 65歳以上の老人1人暮らし: 12.5% - 平均構成人数 - 世帯: 2.36人 - 家族: 2.81人 | 収入と家計 - 収入の中央値 - 世帯: 29,674米ドル - 家族: 35,879米ドル - 性別 - 男性: 26,800米ドル - 女性: 20,885米ドル - 人口1人あたり収入: 16,335米ドル - 貧困線以下 - 対人口: 15.8% - 対家族数: 10.9% - 18歳未満: 22.1% - 65歳以上: 16.3% |

## 都市と町
- バーンズビル - 郡庁所在地
- グリーンマウンテン
- スイス

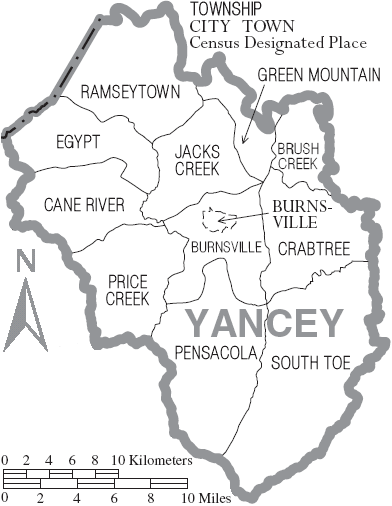
ヤンシー郡の自治体と郡区

セロ・コミュニティは郡内の共同入植地であり土地信託地である。